# 小泉信三

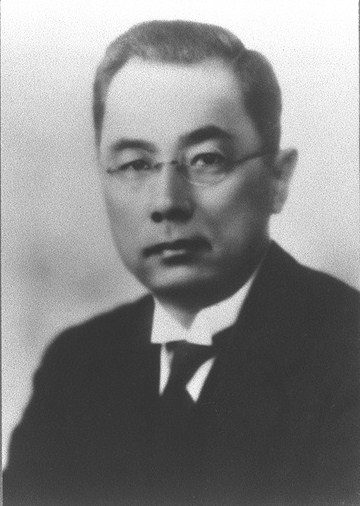
小泉信三

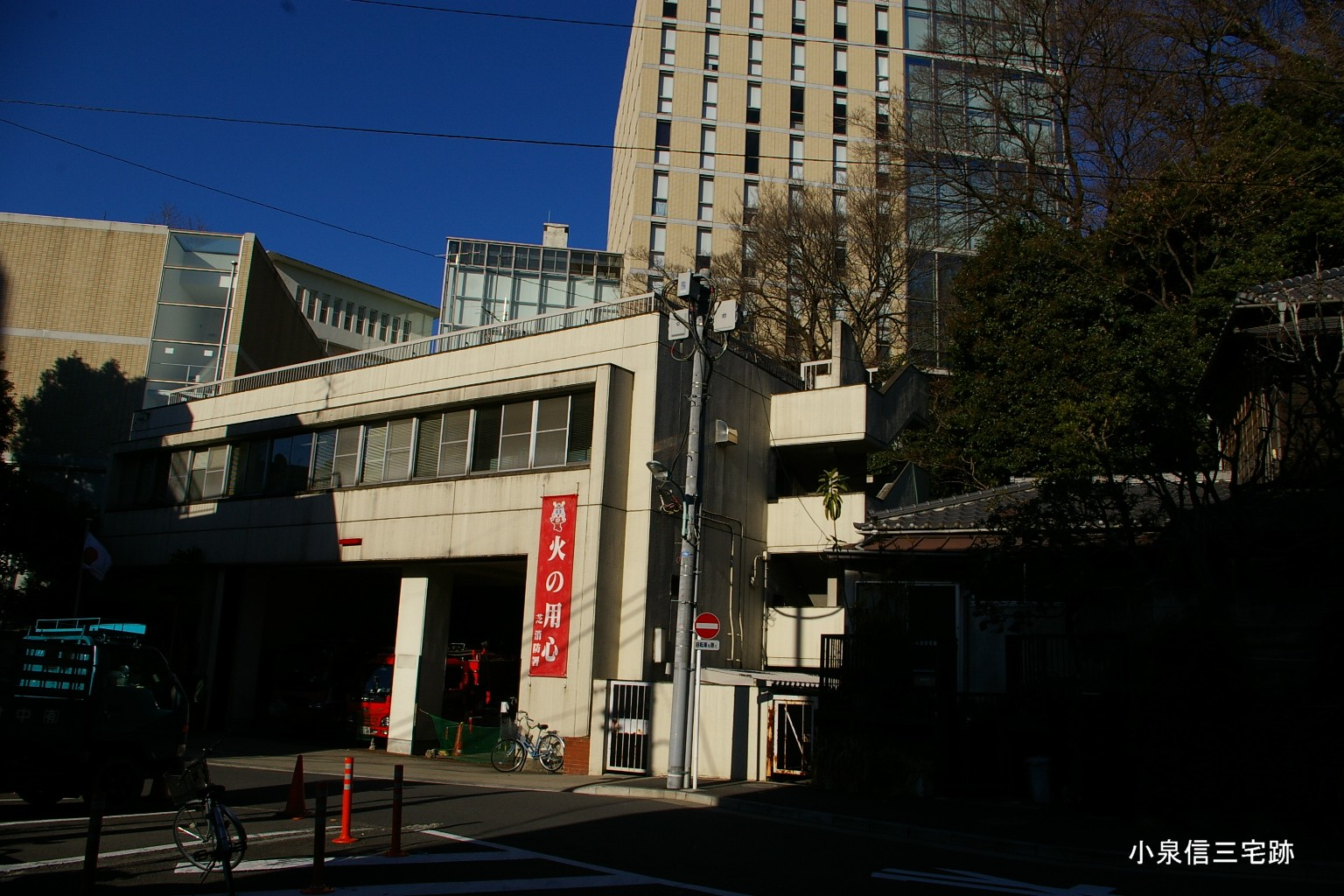
自家住宅

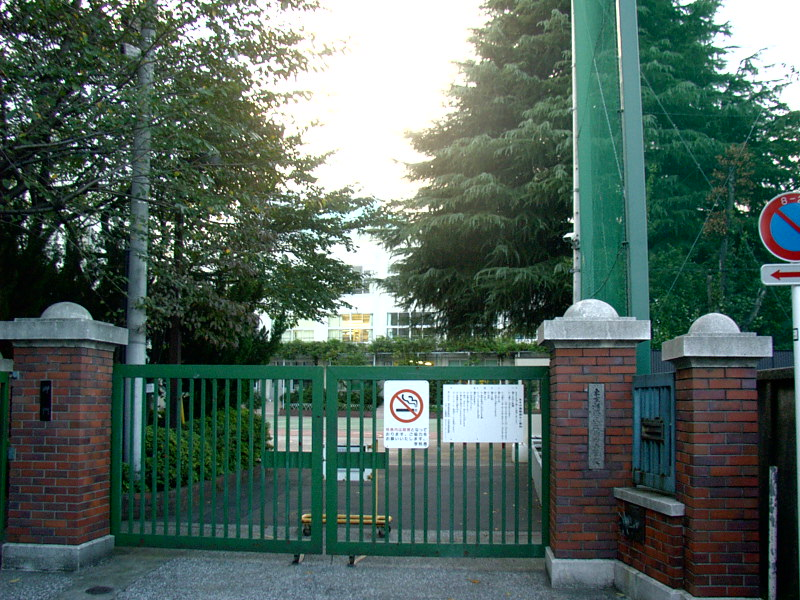
母校御田小学校的岬门

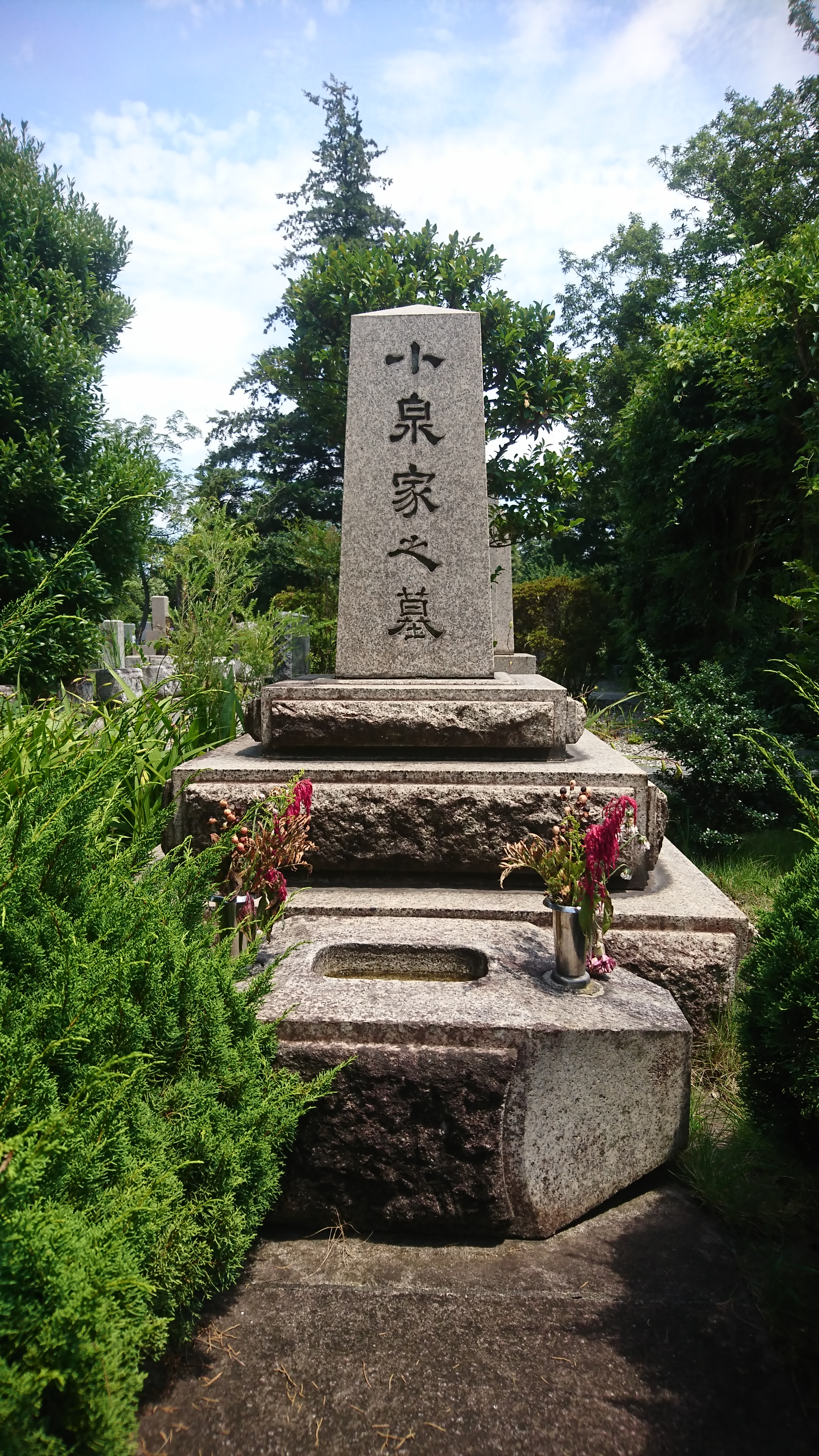
多磨灵园墓碑

小泉信三（1888年5月4日—1966年5月11日）是一位日本经济学家。

## 生平
1888年出生于日本東京市芝区，幼年时期父亲小泉信吉去世。由于父亲师从福泽谕吉，因此福泽谕吉晚年照顾他们一家。1910年毕业于慶應義塾大学政治科，师从福田德三，后留校任教。1912年赴欧留学，先后进入英国、法国和德国学校，与当时同在欧洲游学德泽木四方吉交往密切。1916年返回日本，担任庆应义塾大学教授。强调自由主義，批判共産主義和马克思主义政治经济学。1933年担任學校法人慶應義塾塾长。1934年获得经济学博士学位。第二次世界大战开始后，儿子小泉信吉和父亲同名，后参军战死。以散文形式写下哀悼并分发四处。其自身也在東京大轟炸被燃烧弹灼伤面部，一度由高橋誠一郎担任代理塾长。1947年任期届满后离职。
1966年5月11日因心肌梗塞逝世，享年78岁。赠正三位。

## 荣誉
1943年被选为帝国学士院会员，1959年11月获得文化勳章。